# Le Val-d'Ajol
Le Val-d'Ajol är en kommun i departementet Vosges i regionen Grand Est (tidigare regionen Lorraine) i nordöstra Frankrike. Kommunen ligger i kantonen Plombières-les-Bains som tillhör arrondissementet Épinal. År 2022 hade Le Val-d'Ajol 3 873 invånare.

## Befolkningsutveckling
Antalet invånare i kommunen Le Val-d'Ajol
| Referens: INSEE |